# Guardas Vermelhos
Os Guardas Vermelhos (em russo: "Красная гвардия") foram destacamentos paramilitares organizados pelos bolcheviques, com o objetivo de defender seus objetivos na Revolução Russa de 1917 e na Guerra Civil Russa contra os Guardas Brancas.

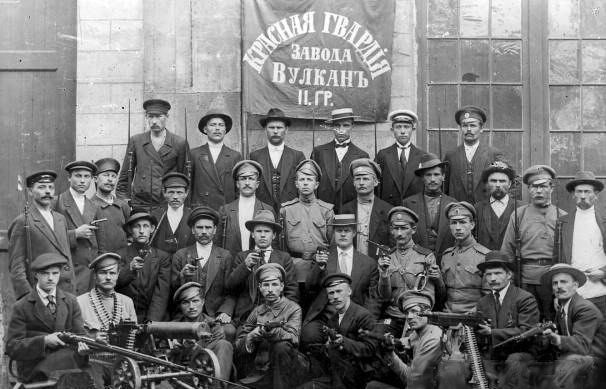
Homens da Guarda Vermelha em um fábrica em Vulkan

Ainda no ano de 1917 antes da consolidação da Revolução de Outubro foi criado o Comitê Militar-Revolucionário, que sob o pretexto de defender a população de contra-revolucionários como o general Kornilov, na verdade tinha como objetivo fortalecer a atuação dos guardas.
Os Guardas Vermelhas formaram a base do Exército Vermelho, criado por Leon Trótski em 1918.